# Прапор Кремінського району
Пра́пор Кремінсько́го райо́ну — один із символів Кремінського району. Затверджений 14 березня 2000 року.
Співвідношення ширини до довжини прапора — 2:3.

## Опис
Прапор району являє собою прямокутне полотнище, що розділене хвилястими січеннями на три горизонтальні смуги у співвідношенні їх ширин 1:2:1. У центрі білої смуги розташований олень, що йде у напрямку до древка з повернутою назад головою
Прапор району двосторонній.